# 海洋东南亚
海洋東南亞（英语：Maritime Southeast Asia）指的是包括印度尼西亞、菲律賓、东馬來西亞、马来西亚半岛地区、新加坡、汶莱以及东帝汶的東南亞海洋地區，與「大陸東南亞」（即中南半島）相對。海洋東南亞有時也稱為“島嶼東南亞”。19世紀的語彙“馬來群島”指的是範圍與此大致相同的地區。有時台灣島及鄰近島嶼亦包括在內。

## 人口概要
超過5.4億人居住於該地區，人口最多的島嶼是爪哇島；人口組成主要為南島民族分支族群，語言為西馬來－波利尼西亞語。 此地區與大陸東南亞的居民及太平洋的南島民族共享社會和文化聯繫。該地區的主要宗教有伊斯蘭教、基督宗教、佛教、印度教和傳統萬物有靈論。

### 族群
海洋東南亞的族群語言主要屬於南島語系（馬來亞-波利尼西亞人、美拉尼西亞人和密克羅尼西亞人）族群，與中南半島地區在語言上有明顯差異。透過與鄰近的族群進行貿易（如印度、阿拉伯、亞洲大陸的壯侗語族、南亚语族或漢語族，以及海洋地區的巴布亞人和尼格利陀人），該地區的人口有顯著的交流。

### 文化
該地區的文化普遍以海洋為基礎，且是部落性的，大多不屬於漢字文化圈，並構成了「南島地區」最古老的群體：菲律賓群島代表所有馬來 - 波利尼西亞人（非臺灣系南島民族）的原郷。該地區的文化被視為“遠方印度”（Farther India）或印度文化圈的一部分，如在Coedes所寫的印度化東南亞國家中，它被稱為“島嶼東南亞”; 在南島地區或大洋洲，由來自這個地區的群體（密克羅尼西亞人和波利尼西亞人）共享民族語言與歷史起源。
海島東南亞早期受印度文明影響，於七世紀以後，馬來西亞與印尼出現了數個印度教與佛教王國，十三世紀以後，伊斯蘭教逐漸盛行於海島東南亞，而基督教也隨著十六世紀西班牙人的殖民，成為了菲律賓的主要宗教。

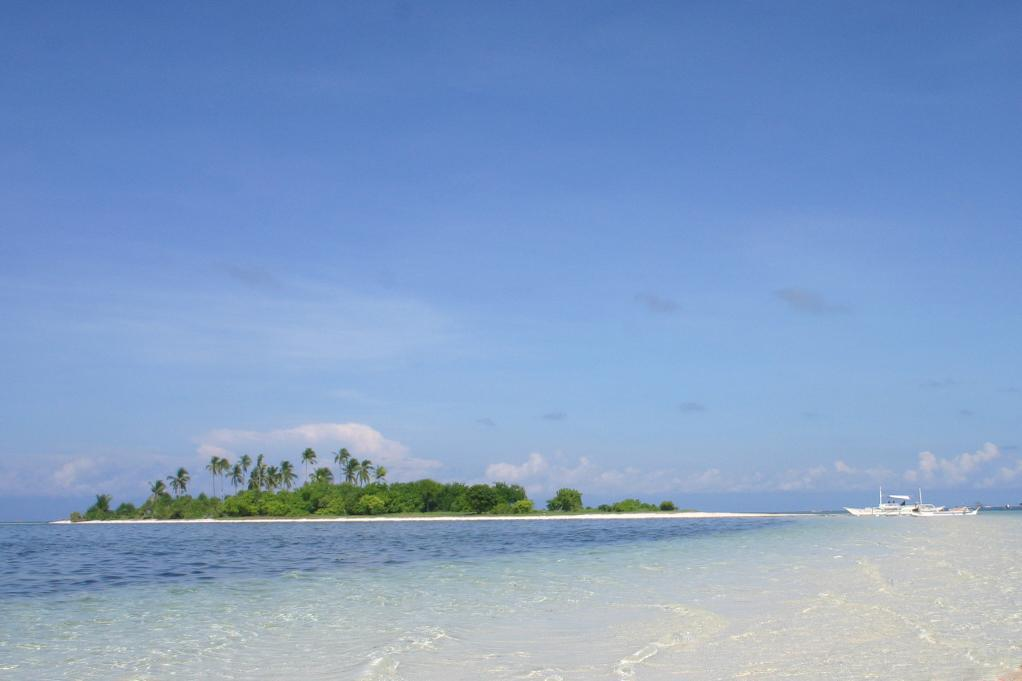
海洋東南亞地區是由印度洋、南海和西太平洋之間的兩個群島所組成；圖上為一個在菲律賓地區的無人居住島嶼

（參見下方表格）

## 外部連結
- Art of Island Southeast Asia （页面存档备份，存于）, 大都會藝術博物館的展覽目錄